# Orobittacus obscurus
Orobittacus obscurus is een schorpioenvliegachtigen uit de familie van de hangvliegen (Bittacidae). De wetenschappelijke naam van de soort is voor het eerst geldig gepubliceerd door Villegas & Byers in 1981.
De soort komt voor in Californië (Verenigde Staten).